# Nexus 6P
Nexus 6P（ネクサス シックスピー）は、GoogleとHuaweiによって共同開発された、Androidを搭載したスマートフォンである。コードネームはAngler。